# No One's Gonna Change Our World
No One's Gonna Change Our World è un album composto da vari artisti e pubblicato dal WWF, su suggerimento del comico Spike Milligan, che decise di donarne i ricavati in beneficenza. L'album uscì il 12 dicembre 1969. I Beatles contribuirono con la canzone Across the Universe; inoltre parteciparono lo stesso Spike Milligan, i Bee Gees, Lulu, Dave Dee, Cilla Black, Dozy, Mick & Tich, Cliff Richard & The Shadows, Bruce Forsyth ed Harry Secombe.

## Tracce
1. Across the Universe - 3:44 (The Beatles)
2. What The World Needs Now Is Love - 3:06 (Cilla Black)
3. Cuddly Old Koala - 1:32 (Rolf Harris)
4. Wings - 2:56 (The Hollies)
5. Ning Nang Nong - 1:31 (Spike Milligan)
6. The Python - 1:29 (Spike Milligan)
7. Marley Purt Drive - 4:22 (The Bee Gees)
8. I'm A Tiger - 2:47 (Lulu)
9. Bend It - 2:29 (Dave Dee, Dozy, Beaky, Mick & Tich)
10. In The Country - 2:42 (Cliff Richard & The Shadows)
11. When I See An Elephant Fly - 2:52 (Bruce Forsyth)
12. Land Of My Fathers - 2:40 (Harry Secombe)